# Ruhm aus Kirchwerder
Ruhm aus Kirchwerder (ursprünglich Johannsens Roter Herbstapfel) ist eine alte Apfelsorte, die als Zufallssämling entstanden ist – vermutlich bei Kirchwerder in den Vierlanden.
Der ursprüngliche Name ‘Johannsens Roter Herbstapfel’ geht auf den „Züchter“ bzw. Finder der Sorte zurück. Die Sorte wurde aufgrund ihrer geschmacklichen Qualität und Ertragsstärke im Erwerbsanbau angebaut – dabei erhielt sie den besser klingenden Namen Ruhm aus Kirchwerder.
Heute wird die Sorte nur noch als Liebhabersorte angebaut.

## Beschreibung
Der Apfel wird mittelgroß und hat eine runde, meist regelmäßige, abgeflachte Form. Er hat eine grün-gelbe Grundfarbe, die (meist) von einer intensiv roten, streifigen Deckfarbe überdeckt wird.
Der Apfel hat ein weißes, saftiges Fruchtfleisch mit einem erfrischenden, aromatischen Geschmack.
Der Apfel wird ab September pflückreif, die Genußreife beginnt mit der Pflückreife und dauert bis Ende Oktober/Anfang November an – womit er zu den Herbstäpfeln gehört.

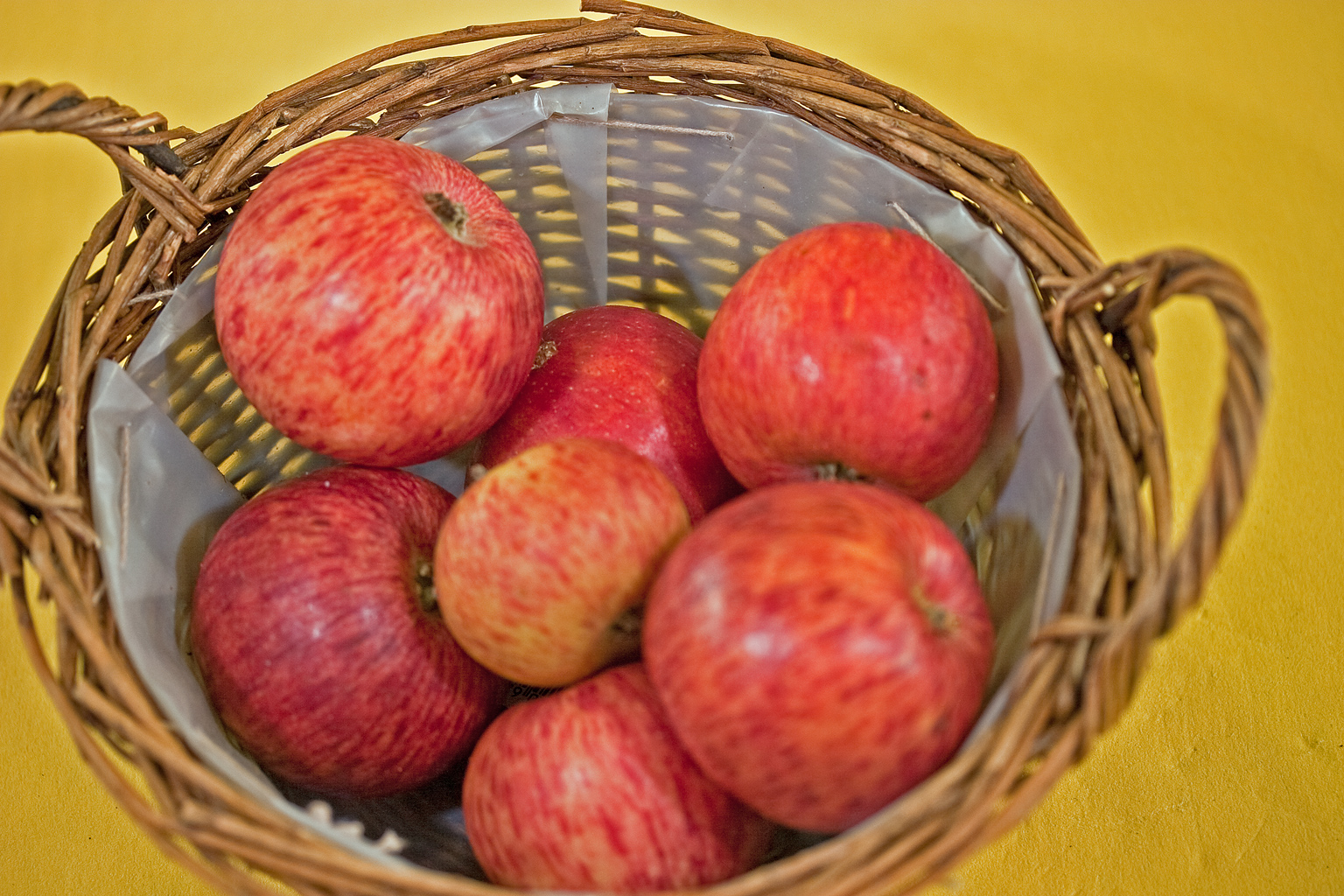
Ein Korb mit Äpfeln der Sorte Ruhm aus Kirchwerder
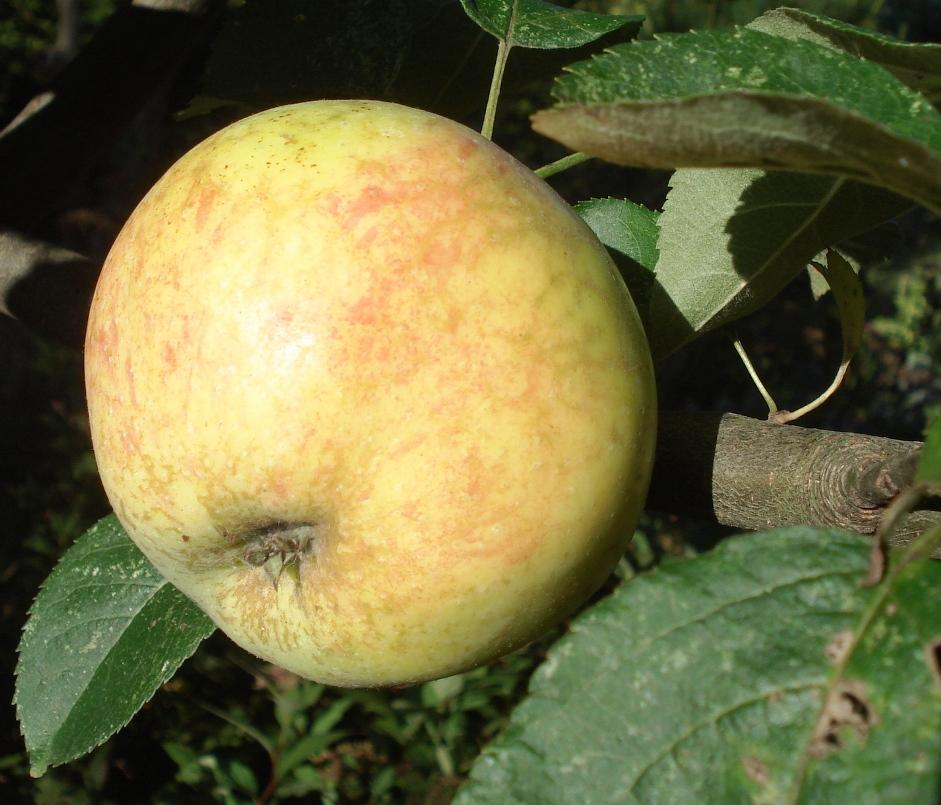
(Schwach gefärbter) Apfel der Sorte Ruhm aus Kirchwerder am Zweig